# Карло Блазіс
Ка́рло Паскуа́ле Франче́ско Рафаеле Бальдасса́ре де Бла́зіс (італ. Carlo Pasquale Francesco Raffaele Baldassare de Blasis, 4 листопада 1797, Неаполь — 15 січня 1878, Черноббіо) — італійський танцюрист, хореограф і теоретик танцю.

## Життя та творчість
Карло де Бласіс народився в дворянській сім'ї. Отримав блискучу освіту, яка включала як вивчення мистецтв, так і математику, анатомію і літературу. Навчався у Ж.-Ж. Новера і П'єра Гарделя. У 1817 році Бласіс танцює на сценах Бордо і Парижа. У 1818—1834 він — танцюрист в різних італійських театрах, який домігся великої популярності. Однак після важкої травми ноги Бласіс був змушений припинити танцювати, присвятивши себе хореографії. З цією новою темою Бласіс працював майже виключно в Італії, виїжджаючи лише на гастролі в Лондон (в 1847 році), у Варшаву (1856—1857), в Лісабон (1857—1858), в Париж (1860) і в Москву (1860—1863). З 1837 року він — директор Імператорської академії балету в Мілані. За той час, протягом якого К. де Бласіс очолював міланську академію, вона перетворилася в кращу балетну школу Європи. Введене ним планування занять, що починається з практичних вправ з лекційним продовженням, збереглося і донині як основа балетного навчання.
К. де Бласіс першим після П'єра Рамо (1725) створив нову загальну теорію танцю (французькою мовою). На відміну від поширених у XVIII ст. балетних схем, в основі теорії Бласіса лежав не народний, а сценічний танець. Він написав численні роботи з хореографії, найбільш відома з яких «Traité élémentaire, théorique, et pratique de l'art de la danse» (Париж, 1820), незабаром після виходу в світ перекладена і видана англійською мовою. Він є винахідником аттитюди, в ідеальній формі взятої ним із Меркурія Джованні да Болоньї.

## Твори (вибране)
- Traité élémentaire, Théorique et Pratique de l'Art de la Danse contenant les développemens, et les démonstrations des principes généraux et particuliers, qui doivent guider le danseur. Bologna 1820.
- The Code of Terpsichore: a Practical and Historical Treatise on the Ballet, Dancing, and Pantomime; with a Complete Theory of the Art of Dancing (Üb.: R. Burton), London: J. Bulcock, 1828.
- The Young Ladies Book. London 1829.
- Studi sulle arti imitatrici. Milano 1844.
- Notes upon Dancing. London: Delaporte, 1847.
- Dello stato attuale del ballo, mimica e della coreografia. Torino 1852.
- Charles Villeneuve. в: Gazetta dei teatri. 18 maggio 1854.
- Del Carattere della Musica sacra e del sentimento religioso. Milano 1854.
- L'Uomo fisico, intellettuale e morale, opera di Carlo Blasis. Milano 1857.
- L'Uomo fisico, intellettuale e morale, opera di Carlo Blasis. Milano 1857.
- Leonardo da Vinci per Carlo Blasis. Milano 1872.